# ناثان أدلر
ناثان أدلر (بالإنجليزية: Nathan Adler)‏ (و. 1741 – 1800 م) هو حاخام، ومتدين ‏، من ألمانيا، ولد في فرانكفورت، توفي في فرانكفورت، عن عمر يناهز 59 عاماً.